# 리처드 E. 스턴스

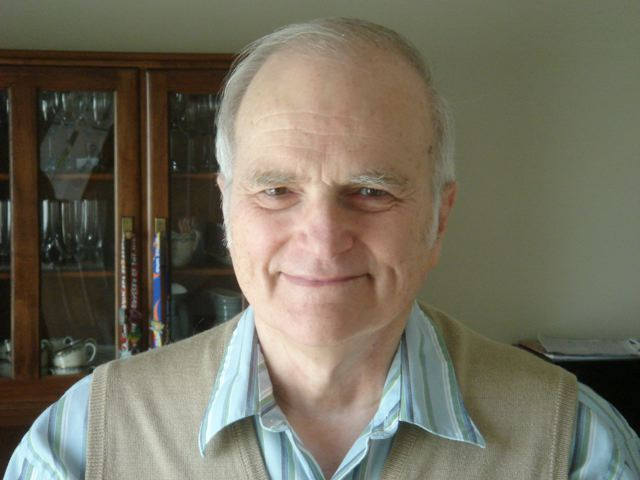

리처드 E. 스턴스(Richard E. Stearns, 본명: 리처드 에드윈 스턴스, Richard Edwin Stearns, 1936년 7월 5일 ~)는 미국의 컴퓨터 과학자로, 유리스 하트마니스와 함께 1993년 "계산 복잡도 이론 분야의 기반을 마련한 획기적인 논문"을 인정받아 ACM 튜링상을 수상했다. 1994년 미국 컴퓨터학회(Association for Computing Machinery) 펠로우로 임명되었다.
스턴스는 1958년 칼턴 칼리지에서 수학 학사 학위를 받았다. 이후 해럴드 W. 쿤의 지도 하에 "부담금 없는 3인 협동 게임"이라는 제목의 박사 학위 논문을 완성한 후 1961년 프린스턴 대학교에서 수학 박사 학위를 받았다. 스턴스는 현재 뉴욕 주립 대학교 산하 올버니 대학교의 컴퓨터 과학 명예교수로 재직 중이다.